# Ildefonso Acosta
Ildefonso Acosta Escobar (* 24. Januar 1939 in Matanzas; † 17. Oktober 2022 ebenda) war ein kubanischer Gitarrist, Musikpädagoge und Komponist.

## Leben
Ildefonso Acosta Escobar studierte Violine bei Cándido Faílde und Trompete bei Rafael Somavilla Pedroso und Dagoberto Hernández Piloto. Seit seiner Kindheit spielte er als Autodidakt Gitarre und war Mitglied diverser Musikgruppen. 1954 gründete er das Trío Tropical, dessen Leiter und Arrangeur er war. Er war Trompeter in diversen Jazzbands. Nach 1959 arbeitete er als Solist bei Projekten des  Consejo Nacional de Cultura [Nationalen Kulturrates]. Er ist als Gitarrist Absolvent des Instituto Superior de Arte. 2019 erhielt er der kubanischen Nationalen Musikpreis.

## Werke (Auswahl)
- Fantas, 1964
- Samba für Gitarre solo, 1964
- Regalo de papel für Gitarre solo, 1969
- Tu nombre de mujer für Gitarre solo, 1978
- Musicatura, III y IV, 1982
- Poema für Gitarre solo, 1985
- Tema del recuerdo für Gitarre solo, 1986
- Zoila für Gitarre solo, 1988
- Tema de la montaña für Gitarre solo, 1989
- Suite del Campo

## Einspielungen
- Ildefonso Acosta, LP, 1985 bei Melodija veröffentlicht. Acosta spielte Stücke der klassischen Gitarrenliteratur ein: Aria mit Variationen von Girolamo Frescobaldi, Diferencias von Luis de Narváez, Introduktion und Variationen von Fernando Sor, die Arrangements  El Mestre und El Testamento De Amelia von Miguel Llobet, Elogio De La Danza von Leo Brouwer, Sevilla von Isaac Albéniz, Catedral von Agustín Barrios Mangoré und Tony Y Jesusito von Ñico Rojas in einem eigenen Arrangement.